# Mamer
Ne doit pas être confondu avec Mamers.
Mamer  est une commune luxembourgeoise située dans le canton de Capellen, ainsi qu'une localité en faisant partie et qui lui a donné son nom.

## Géographie

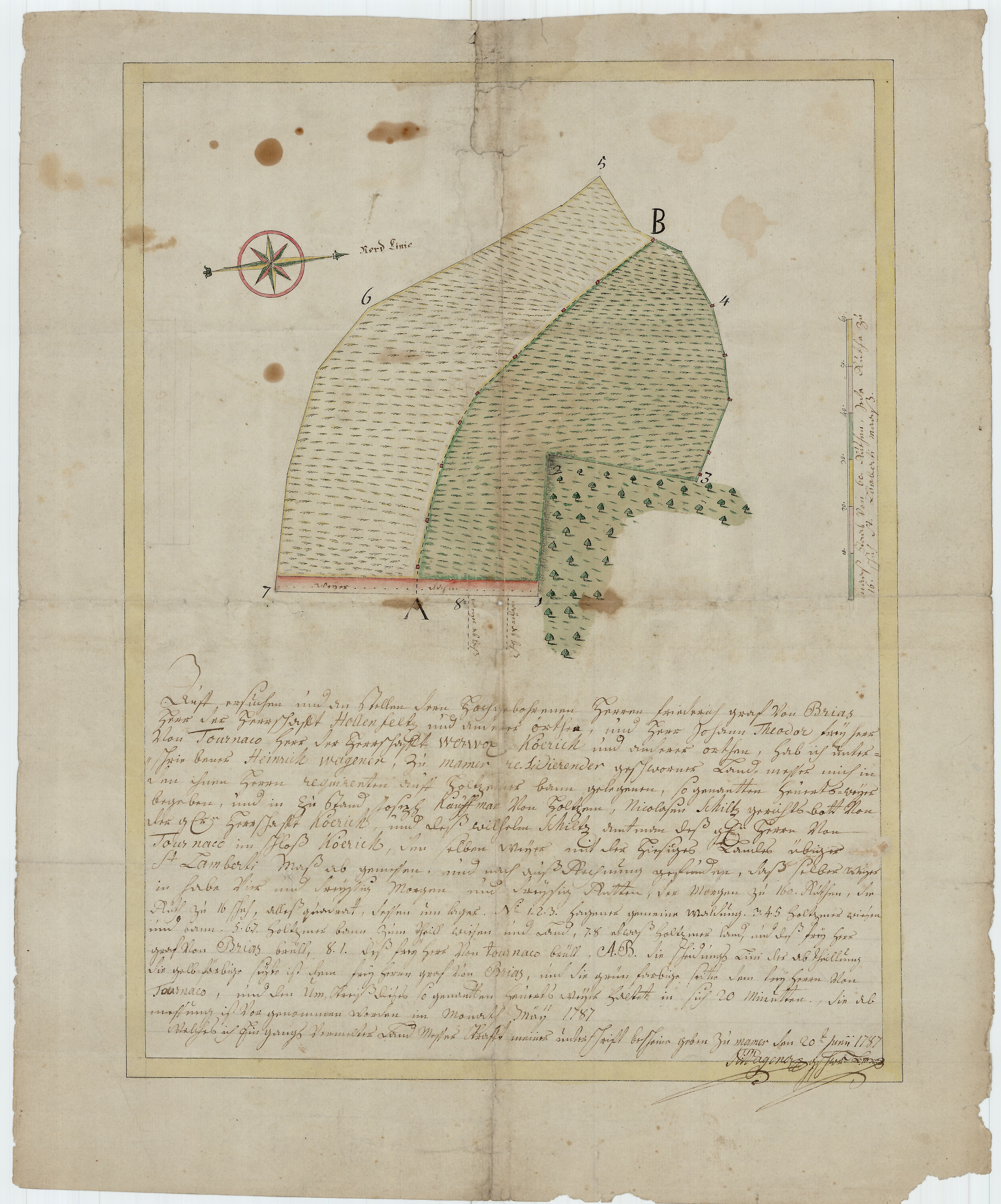
Esquisser de Heuertsweiher dans Holzem (1787)

Mamer est située à l’ouest de la ville de Luxembourg dans la vallée de la rivière Mamer. Elle est également arrosée par les ruisseaux Faulbaach et Kielbaach.
Sa superficie est de 2 752 ha et son point culminant se trouve au lieu-dit Juckelbösch à une altitude de 353 m.

### Sections de la commune
- Capellen (chef-lieu du canton homonyme)
- Holzem
- Mamer (chef-lieu)

### Voies de communication et transports
La commune est reliée au réseau routier par la route nationale 6 (N6) Luxembourg-Arlon et par les chemins repris (CR) 101 et 102. L’A6 Luxembourg-Bruxelles la traverse, son accès se trouvant entre Capellen et Mamer.
Elle est reliée au réseau ferroviaire par les gares de Mamer, Mamer-Lycée et Capellen se situant sur la ligne 5 reliant Luxembourg à Kleinbettingen (frontière belge), ce qui lui donne un accès direct à la capitale et la province de Luxembourg (Arlon).
La commune est desservie par le Régime général des transports routiers (RGTR) et possède des stations Vel'oH!, ce dernier ayant remplacé en 2021 l'ancien service communal Mamer Vélo. En outre, elle exploite un service « City-Bus » sur réservation, nommé « Ruffbus Mamer ».

## Politique et administration

### Liste des bourgmestres
| Identité                          | Période | Période | Durée  | Étiquette |
| Identité                          | Début   | Fin     | Durée  | Étiquette |
| --------------------------------- | ------- | ------- | ------ | --------- |
| Jean-Baptiste Kayl (d)            | 1844    | 1848    | 4 ans  |           |
| Nicolas Bornong (d)               | 1852    | 1870    | 18 ans |           |
| Jean-Baptiste Risch (d)           | 1870    | 1873    | 3 ans  |           |
| Jean Schmit (d)                   | 1873    | 1879    | 6 ans  |           |
| Jean Wester (d)                   | 1879    | 1897    | 18 ans |           |
| Henri Funck (d)                   | 1897    | 1912    | 15 ans |           |
| Charles Risch (d)                 | 1912    | 1919    | 7 ans  |           |
| Jean Schneider (d)                | 1919    | 1929    | 10 ans |           |
| Jean-Pierre Wilhelm (d)           | 1929    | 1956    | 27 ans |           |
| Jean Marx (d)                     | 1956    | 1968    | 12 ans |           |
| François Trausch (d)              | 1968    | 1975    | 7 ans  |           |
| René Federspiel (d) (1929 - 2016) | 1976    | 1981    | 5 ans  | DP        |
| Josy Konz (d)                     | 1982    | 1992    | 10 ans |           |
| Henri Hosch (d)                   | 1993    | 1999    | 6 ans  |           |
| Gilles Roth (né en 1967)          | 2000    | 2023    | 23 ans | CSV       |
| Luc Feller (d) (né en 1974)       | 2024    |         |        | CSV       |

### Jumelages
Un jumelage existe depuis 1976 entre la commune de Dangé-Saint-Romain et la commune de Mamer (charte signée à Mamer le 23 mai 1976 et à Dangé-Saint-Romain le 14 juillet 1976).
- Dangé-Saint-Romain (France).

## Population et société

### Démographie
L'évolution du nombre d'habitants est connue à travers les recensements de la population effectués dans le pays depuis 1821. Les recensements décennaux de la population permettent de caler les chiffres sur la composition de la population par sexe, âge, nationalité et commune de résidence. Entre deux recensements, la population au 1er janvier de l’année {\displaystyle x} est évaluée en ajoutant à la population au 1er janvier de l’année {\displaystyle x-1} les soldes naturel (naissances {\displaystyle -} décès) et migratoire (arrivées {\displaystyle -} départs) de l'année. La même méthode est appliquée pour la répartition par âge au 1er janvier et les effectifs totaux par nationalité. Depuis le 1er septembre 2023, le Luxembourg dénombre 100 communes.
Au 1er janvier 2024, la commune comptait 11 055 habitants.
| 1821  | 1851  | 1871  | 1880  | 1890  | 1900  | 1910  | 1922  | 1930  |
| ----- | ----- | ----- | ----- | ----- | ----- | ----- | ----- | ----- |
| 1 223 | 1 783 | 1 956 | 2 008 | 1 930 | 1 948 | 1 974 | 1 977 | 2 026 |

| 1935  | 1947  | 1960  | 1970  | 1978  | 1979  | 1981  | 1983  | 1984  |
| ----- | ----- | ----- | ----- | ----- | ----- | ----- | ----- | ----- |
| 2 073 | 2 070 | 2 455 | 3 123 | 4 868 | 5 186 | 5 423 | 5 670 | 5 780 |

| 1985  | 1986  | 1987  | 1988  | 1989  | 1990  | 1991  | 1992  | 1993  |
| ----- | ----- | ----- | ----- | ----- | ----- | ----- | ----- | ----- |
| 5 830 | 5 890 | 5 960 | 6 024 | 6 084 | 6 197 | 6 264 | 6 328 | 6 478 |

| 1994  | 1995  | 1996  | 1997  | 1998  | 1999  | 2000  | 2001  | 2002  |
| ----- | ----- | ----- | ----- | ----- | ----- | ----- | ----- | ----- |
| 6 483 | 6 576 | 6 639 | 6 647 | 6 678 | 6 696 | 6 637 | 6 753 | 6 767 |

| 2003  | 2004  | 2005  | 2006  | 2007  | 2008  | 2009  | 2010  | 2011  |
| ----- | ----- | ----- | ----- | ----- | ----- | ----- | ----- | ----- |
| 6 783 | 6 737 | 6 866 | 7 002 | 6 996 | 7 087 | 7 263 | 7 499 | 7 473 |

| 2012  | 2013  | 2014  | 2015  | 2016  | 2017  | 2018  | 2019  | 2020  |
| ----- | ----- | ----- | ----- | ----- | ----- | ----- | ----- | ----- |
| 7 666 | 7 857 | 8 173 | 8 463 | 8 695 | 9 185 | 9 528 | 9 730 | 9 913 |

| 2021   | 2022   | 2023   | 2024   | - | - | - | - | - |
| ------ | ------ | ------ | ------ | - | - | - | - | - |
| 10 218 | 10 473 | 10 643 | 11 055 | - | - | - | - | - |

Pour des raisons techniques, il est temporairement impossible d'afficher le graphique qui aurait dû être présenté ici.

## Personnalités
Mamer est le village natal du champion olympique luxembourgeois Joseph Barthel, dit Josy Barthel.
Le champion cycliste Nicolas Frantz est né à Mamer le 4 novembre 1889.